# Van Goes tot Purmerend
Van Goes tot Purmerend is een lied van de Nederlandse zanger Jan Smit. Een eerste versie stond in 1999 op het album Jantje Smit. In 2023 bracht Smit een vernieuwde versie van het lied samen met Marco Schuitmaker als single uit.

## Achtergrond
Van Goes tot Purmerend is geschreven door Jan Keizer, Jack Veerman, Jan Tuijp en Jan Smit. De versie uit 2023 is geproduceerd door Harald Queens. Het is een lied dat past in de genres nederpop, palingpop, levenslied en volkspop. Toen Smit het lied in 1999 op zijn album zette, werd het nummer niet als single uitgebracht. Smit vertelde begin 2023 dat hij door fans dikwijls werd gevraagd om het lied te zingen, nadat het viraal was gegaan onder jongeren. Hij kondigde aan dat hij aan de slag ging met een nieuwe versie, omdat hij de oude versie niet meer zelf kon zingen. Het originele lied was immers in zijn kinderstem gezongen, terwijl hij de noten met zijn stem in 2023 niet meer kon halen. Eerst werd het lied herschreven met behulp van de Marcel Fisser Band, die het lied naar de juiste toonhoogte veranderde. Vervolgens werd het lied overgeheveld aan Schuitmaker en zijn producer Harald Queens, waarna het nummer in een "modern jasje" werd gestoken.
Schuitmaker en Smit brachten in 2023 ook een Belgische versie van het lied uit, getiteld Van Hasselt tot in Gent.

## Hitnoteringen
De artiesten hadden bescheiden succes met het lied in Nederland. Het stond drie weken in de Single Top 100 waarin het piekte op de 85e plaats. De Top 40 werd niet bereikt; het lied bleef steken op de vijfde plaats van de Tipparade.